# Jukka Mikkola
Jukka Sakari Mikkola (ur. 3 lipca 1943 w Vampula, zm. 23 marca 2018 w Turku) – fiński polityk i prawnik, działacz Socjaldemokratycznej Partii Finlandii, poseł do Eduskunty, w 1999 przewodniczący parlamentu.

## Życiorys
Z wykształcenia prawnik, w 1968 ukończył studia na Uniwersytecie w Turku. Początkowo pracował jako wykładowca, w 1972 zaczął prowadzić praktykę prawniczą w Turku.
Zaangażował się w działalność polityczną w ramach Socjaldemokratycznej Partii Finlandii. Od 1973 związany z samorządem miejskim Turku m.in. jako radny rady miejskiej. Był też członkiem miejskiej egzekutywy i przewodniczącym rady miejskiej. W 2016 zrezygnował z mandatu radnego z przyczyn zdrowotnych. W latach 1983–1987 i 1995–2003 sprawował mandat deputowanego do Eduskunty. Po wyborach z 1999 przez kilkanaście dni, w trakcie których trwały dalsze negocjacje koalicyjne, pełnił funkcję przewodniczącego parlamentu, później do 2003 był jego wiceprzewodniczącym.